# Lake Placid
Lake Placid és una vila dels Estats Units d'Amèrica situada prop de les Muntanyes Adirondack del Comtat d'Essex (Nova York). L'any 2000 la seva població estava fixada en 2.638. La població de Lake Placid se situa al costat del llac homònim, pròxim al també llac Mirror Lake. Lake Placid va començar a sobresortir al segle xix, moment en el qual foren descoberts importants afloraments de ferro, i posteriorment va esdevenir un centre important de turisme. Ha estat seu dels Jocs Olímpics d'Hivern de 1932 i dels Jocs Olímpics d'Hivern de 1980, i juntament amb Sankt Moritz (Suïssa) i Innsbruck (Àustria) és l'única que ha allotjat dues vegades uns Jocs Olímpics d'Hivern.